# Burksoma scimitar
Burksoma scimitar är en stekelart som beskrevs av Subba Rao 1978. Burksoma scimitar ingår i släktet Burksoma och familjen kragglanssteklar. Inga underarter finns listade.